# Ayaka Shiomura

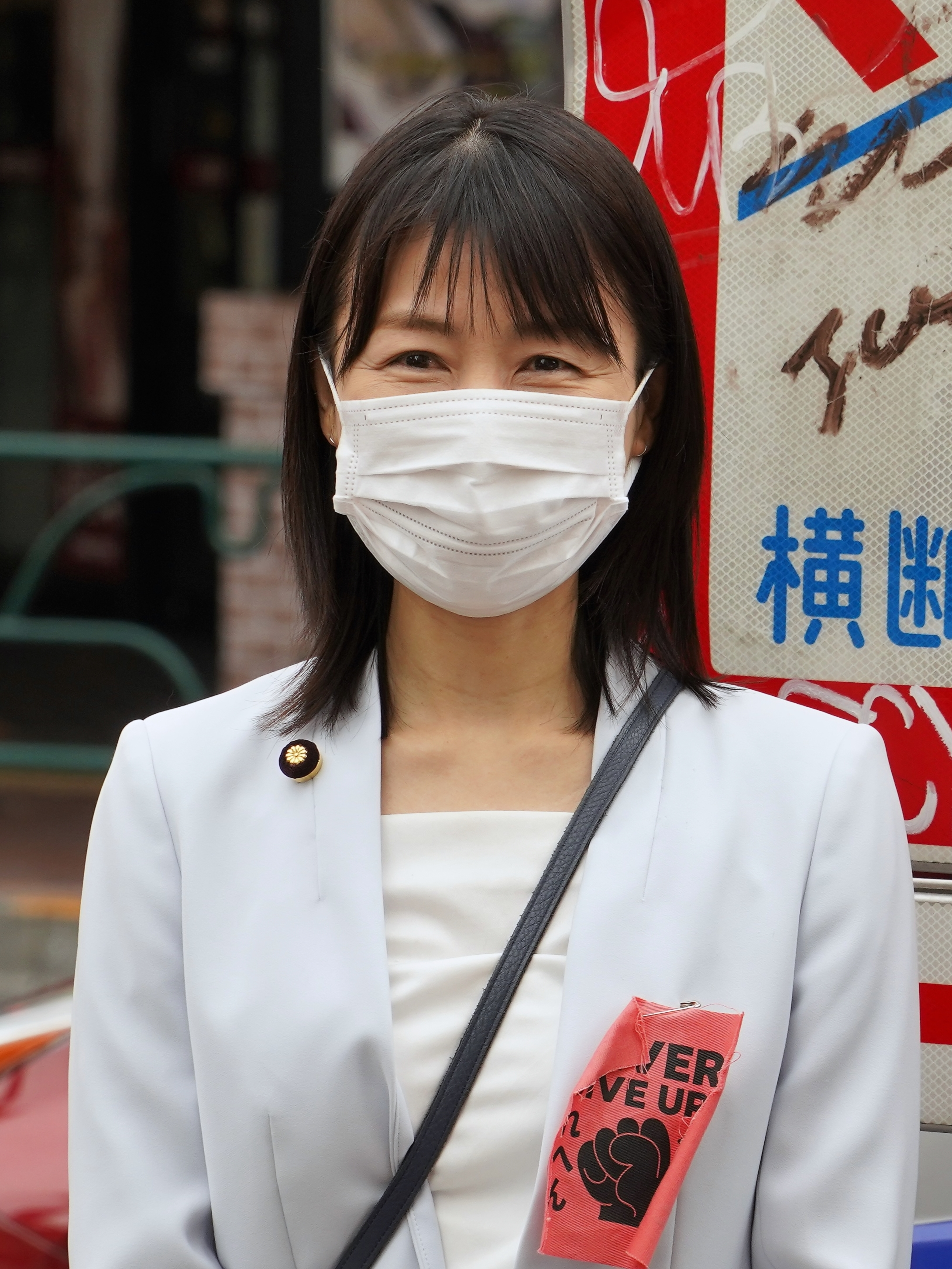
Ayaka Shiomura (2022)

Ayaka Shiomura (jap. 塩村 文夏, Shiomura Ayaka; * 6. Juli 1978 in Fukuyama, Präfektur Hiroshima) ist eine japanische Politikerin und seit 2019 für die Präfektur Tokio Mitglied im Rätehaus, dem Oberhaus des Nationalparlaments. Parteilos, davor für die aufgelöste Minna no Tō, vertrat sie von 2013 bis 2017 den Bezirk Setagaya im Präfekturparlament Tokio. Heute gehört sie zur Konstitutionell-Demokratischen Partei (KDP).
Shiomura schloss 1997 die private Shūjitsu-Oberschule in der Stadt Okayama ab. Anschließend besuchte sie die Kyōritsu-Frauenkurzuniversität (Kyōritsu joshi tanki daigaku), die sie 1999 abschloss. Außerdem war sie Photomodell für Zeitschriften und Werbung. Nach einem Auslandsstudium an der Australian School of Hotel Management, verschiedenen Medienjobs und Auftritten im Fernsehen schreibt und organisiert sie seit Ende der 2000er Jahre Fernsehsendungen. Außerdem engagiert sie sich für den Tierschutz.
2012 besuchte Shiomura das Ishin seiji-juku, das Tōru Hashimoto und seine Ōsaka Ishin no Kai für den geplanten Vorstoß in die nationale Politik gründeten, wurde aber nicht Kandidatin der Nippon Ishin no Kai bei der Unterhauswahl im Dezember 2012. 2013 schloss sie sich stattdessen der Minna no Tō an und kandidierte für diese im Achtmandatswahlkreis Setagaya bei der Präfekturparlamentswahl in Tokio 2013. Mit 23.621 Stimmen erzielte sie den sechsthöchsten Stimmenanteil hinter fünf Kandidaten von LDP und Kōmeitō. Nach der anschließenden Spaltung der Minna no Tō im Präfekturparlament in zwei Fraktionen und der Spaltung der Partei Ende 2013 verblieb sie bei der Minna no Tō. Im Parlament war sie unter anderem Mitglied im Sozialausschuss (kōsei iinkai), in der (vier Mitglieder starken) Fraktion Minna no Tō Tōkyō führte sie den Vizevorsitz (hier fuku-kanjichō).
Während einer Rede im Präfekturparlament im Juni 2014 wurde Shiomura von (scheinbar von Mitgliedern der LDP-Fraktion kommenden) sexistischen Zwischenrufen unterbrochen, die eine landesweite öffentliche Debatte über Sexismus am Arbeitsplatz und Frauen in der japanischen Politik anstießen und ein nationales und internationales Medienecho erzeugten. Der Abgeordnete Akihiro Suzuki (LDP, Bezirk Ōta) bekannte sich später zu einem der Zwischenrufe und entschuldigte sich öffentlich. Andere Abgeordnete bekannten sich nicht; eine weitere Untersuchung fand bis zum Ende der Sitzungsperiode eine Woche später nicht statt. Die große Mehrheit der Abgeordneten stimmte nur für eine Resolution, die ein erneutes Vorkommen ähnlicher Fälle verhindern soll. Zwei Anträge, die eine Aufklärung oder gar den Rücktritt der Zwischenrufer forderten, scheiterten.
Bei der Präfekturparlamentswahl 2017 trat Shiomura für einen Wechsel in die nationale Politik nicht mehr an: Sie kandidierte bei Wahl 2017 zum Abgeordnetenhaus, dem Unterhaus des Nationalparlaments, im Wahlkreis 3 ihrer Heimatpräfektur Hiroshima als unabhängige Kandidatin der Mitte-links-Opposition (DFP, KPJ, SDP), unterlag aber LDP-Amtsinhaber Katsuyuki Kawai. Bei der Wahl 2019 zum Rätehaus kandidierte Shiomura in der Präfektur Tokio (sechs Sitze) als eine von zwei Kandidaten der KDP neben Issei Yamagishi. Sie erzielte mit 12,0 % der Stimmen den vierthöchsten Stimmenanteil, während Yamagishi mit 8,6 % den sechsten Sitz knapp verpasste.